# キルギスの国旗
キルギスの国旗は、赤地に黄色の太陽を描いた旗。太陽は40本の光条を放ち、内部には円形のシンボルが描かれる。現行の国旗は、1992年3月3日にキルギス最高会議で制定されたものを元にしている。

## 意匠

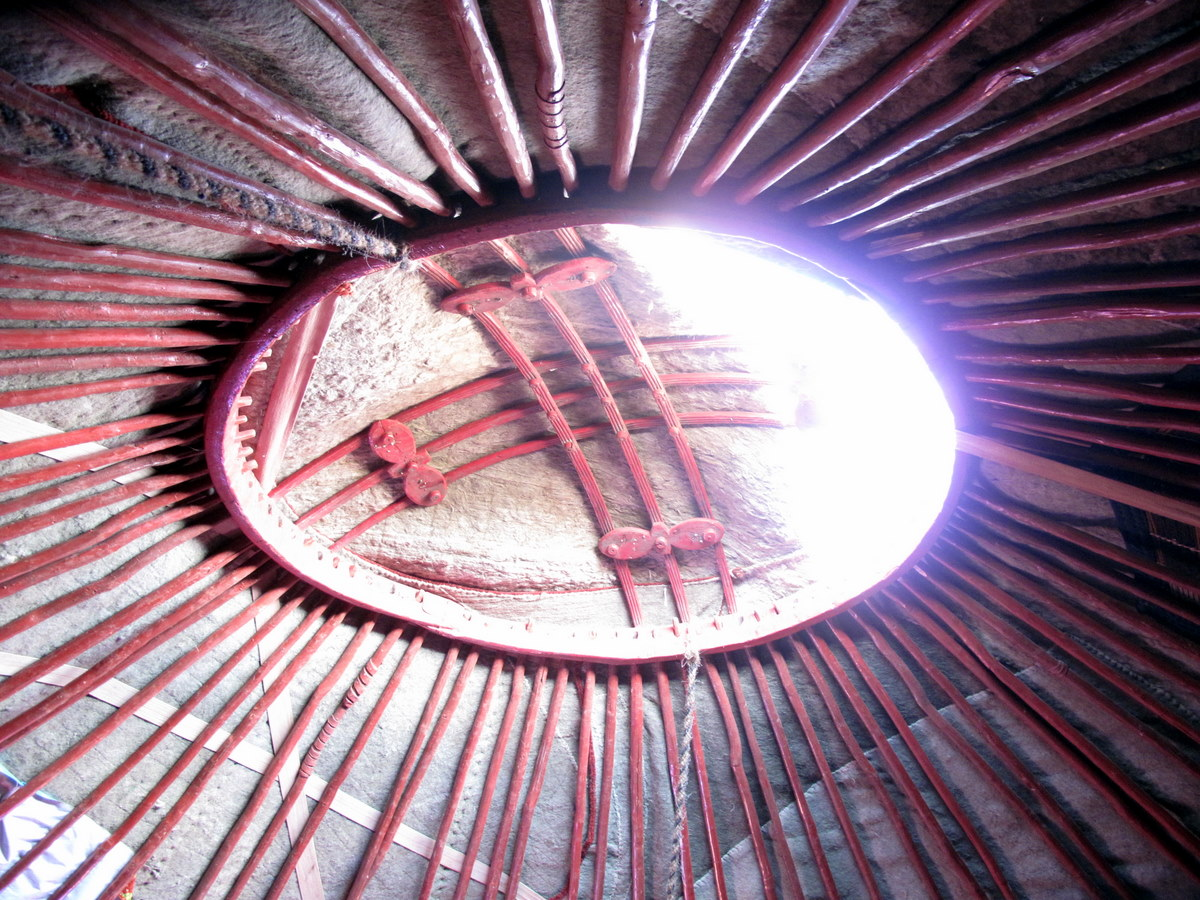
tunduk をユルト内部から見上げたもの

赤地は勇敢さと勇気を、太陽は平和と豊かさを象徴する。太陽の中に描かれた、円の中で2組の3本線を交差させたシンボルは、キルギス人など遊牧民の伝統的なテント式家屋の頂部にある構造 トゥンドゥク （キルギス語: түндүк、tunduk）を表したもので、祖国や宇宙を象徴する。
トゥンドゥクは、住居の要となる部分であり、親から子へと受け継がれていくものである。中央アジアでは広く用いられているシンボルであり、カザフスタンの国章にも用いられている（カザフスタンではシャニラクと呼ぶ。）

大統領旗
1992年から2023年に用いられた、太陽光線が波線になっているもの

## 意匠に関する批判と変更
キルギスの文化においてヒマワリの花は裏切者、卑屈、風見鶏などを象徴する。サディル・ジャパロフ大統領をはじめとする一部の政治家らは、国旗中央の太陽の意匠がヒマワリの花に似すぎているとの意見が以前より国民間にわだかまっており、これがキルギスの独立を未だに確固たるものと出来ない理由の一つだと主張していた。これにより2023年11月29日、議会にて国旗の意匠を一部変更する法案が議会で可決された。同年の12月20日、議会にて国旗を改正する法案が承認され、太陽の波線の光線を直線に変更することになった。この法律は12月26日に発効した。

## 過去の国旗

### ロシア支配以前

コーカンド・ハン国の国旗

### ロシア帝国

1858年までの旗
1858年-1883年の旗
1883年-1917年の旗
1914-1917（非公式）

### ロシア革命以降
キルギスは、1936年にソビエト連邦を構成するキルギス共和国（キルギス・ソビエト社会主義共和国）となった。当初は赤旗の上部に黄色で КЫРГЫЗ ССР (Kirghiz SSR) や КИРГИЗСКАЯ ССР(Kyrgyzskaja SSR) といった文字が描かれたものを国旗とした。1952年12月22日、青と白の帯を配した国旗が制定された。ソ連崩壊から1991年までは、キルギス・ソビエト社会主義共和国の旗から鎌と槌、星を取り除いた図柄の国旗を使用していた。

キルギス自治社会主義ソビエト共和国の国旗（1929年 - 1937年）
キルギス・ソビエト社会主義共和国の国旗（1937年 - 1940年）
キルギス・ソビエト社会主義共和国の国旗（1940年 - 1952年）
キルギス・ソビエト社会主義共和国の国旗（1952年 - 1992年）
キルギス・ソビエト社会主義共和国の国旗の裏面（1981年 - 1992年）

### 新国旗制定後

キルギス共和国の国旗（1992年 - 2023年）
?現在の国旗（縦横比2:3の別タイプ）